# موزه ملی هوافضای اسمیتسونین
موزه ملی هوافضای (به انگلیسی: National Air and Space Museum) یکی از مراکز فرهنگی ایالات متحده آمریکا است. این موزه ملی در شهر واشنگتن قرار دارد.
این موزه متعلق به موسسه اسمیتسونین است. معمار این بنا گیو اوباتا است.

## نگارخانه

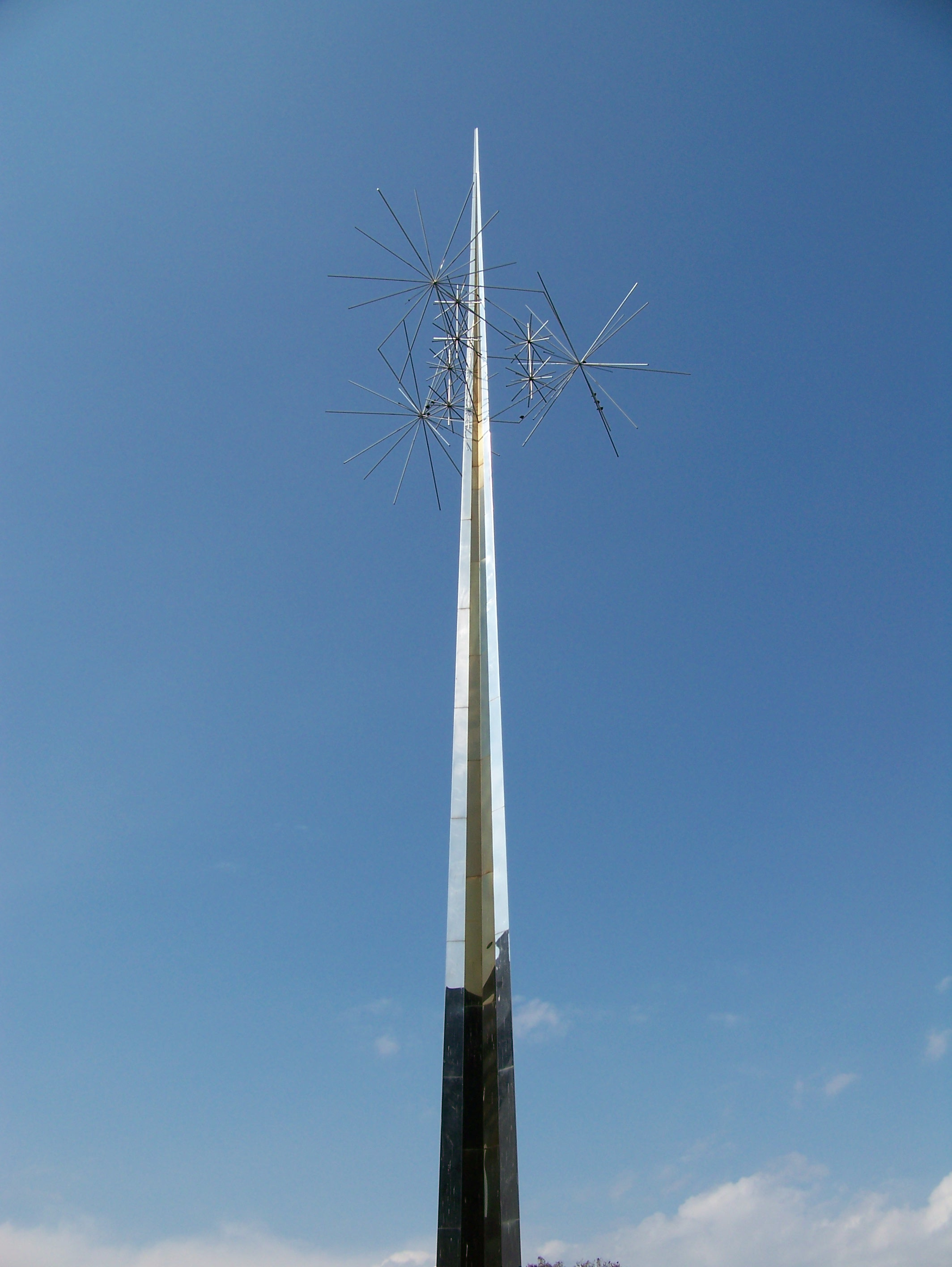
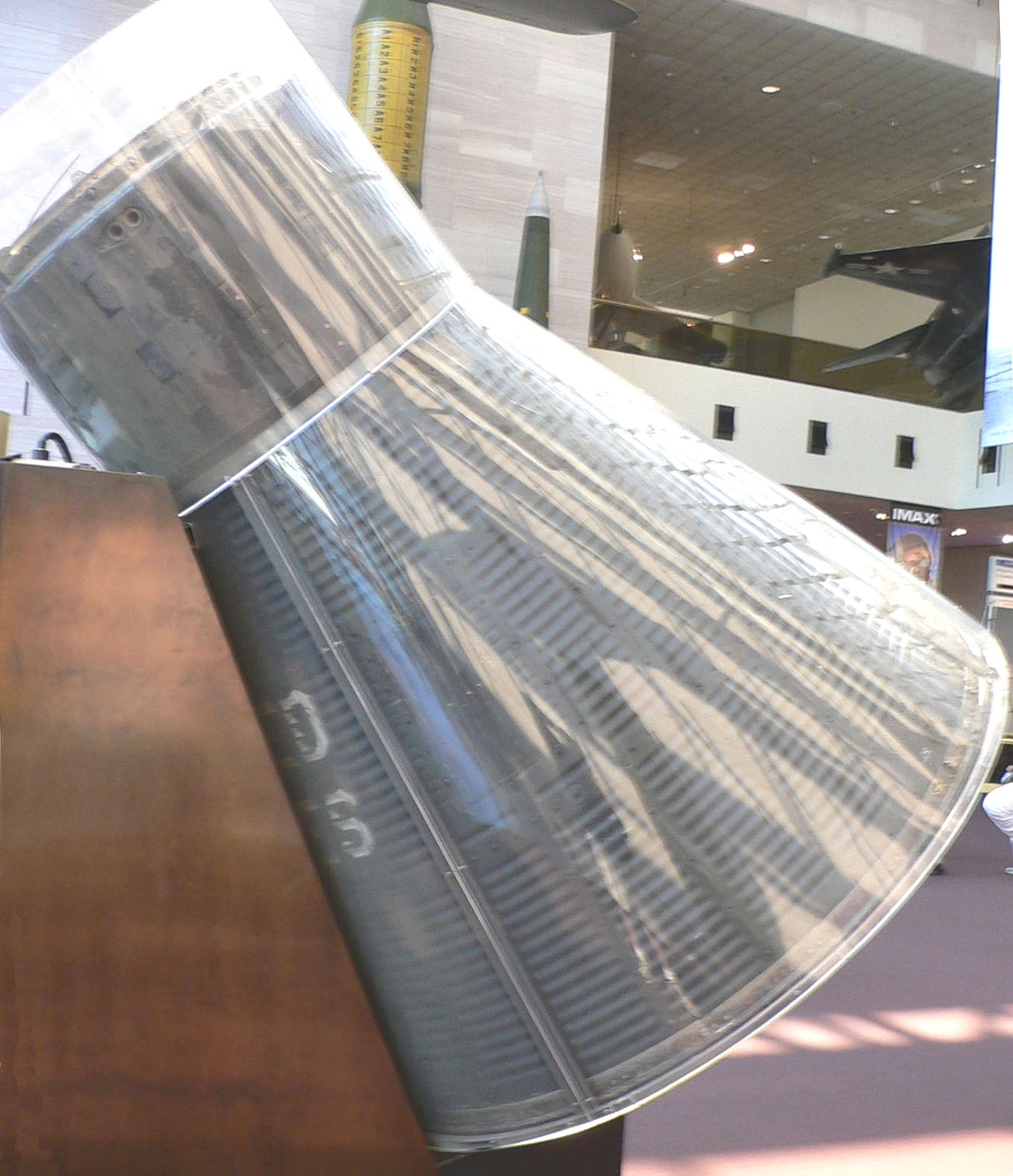
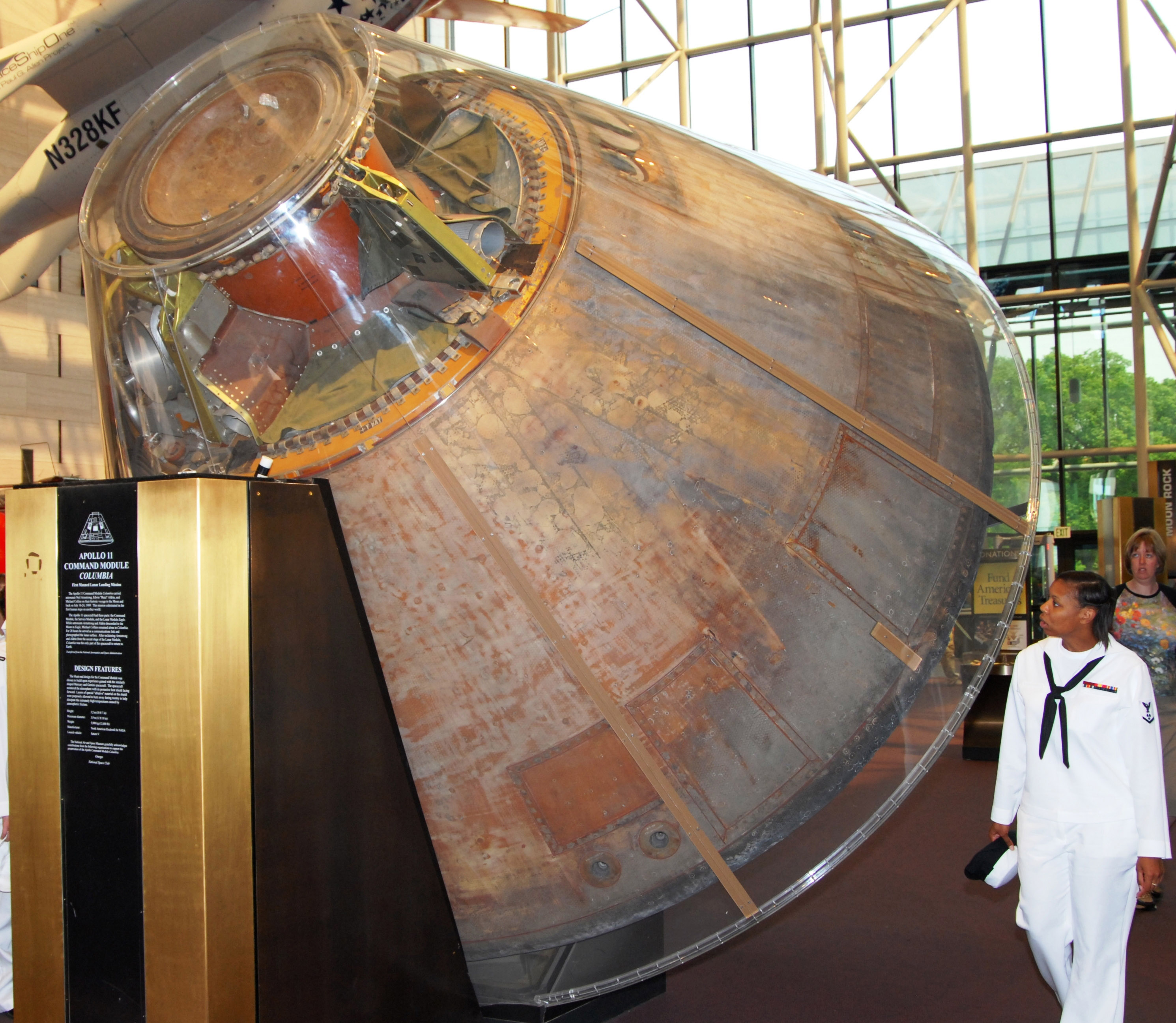
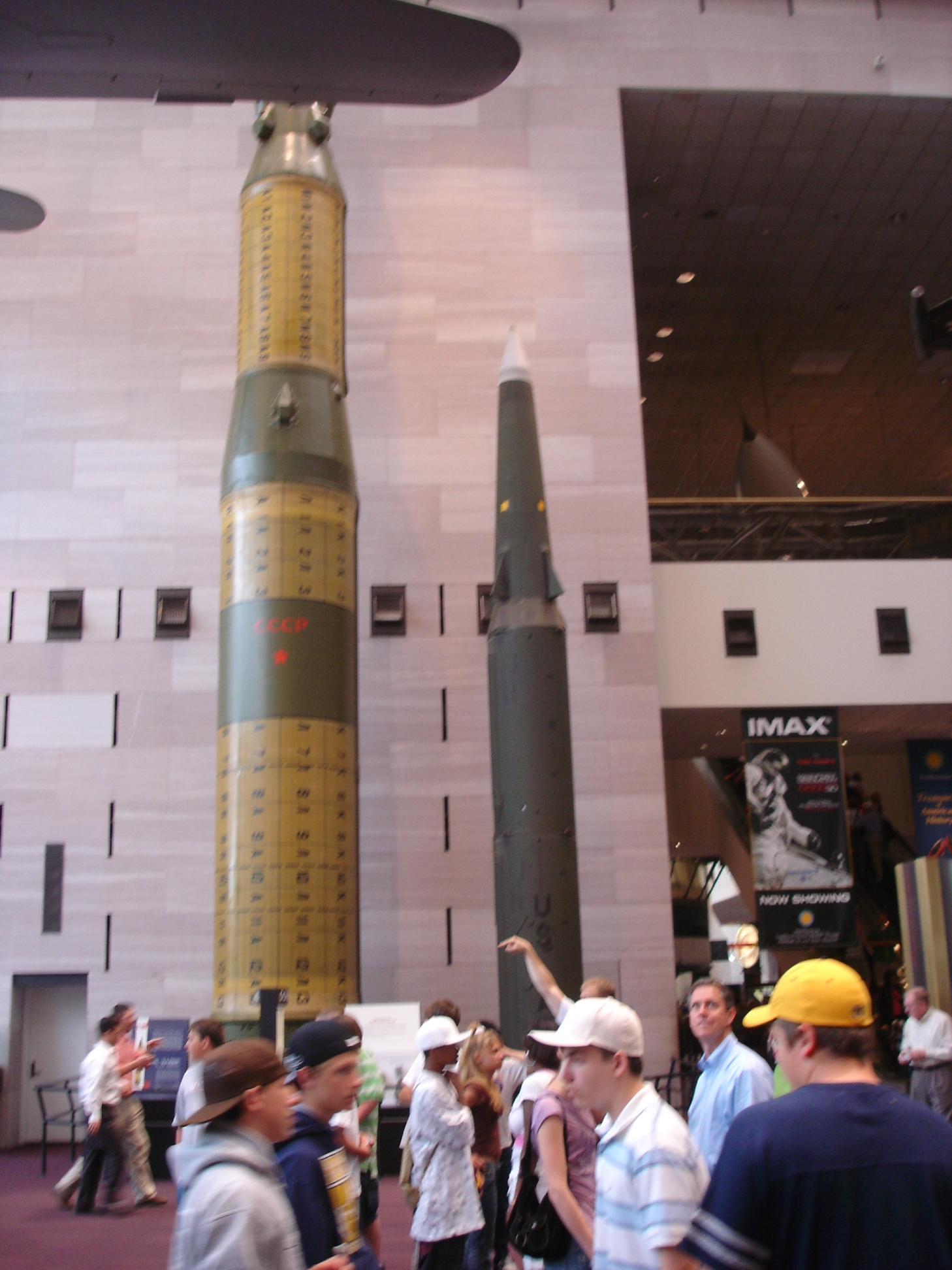
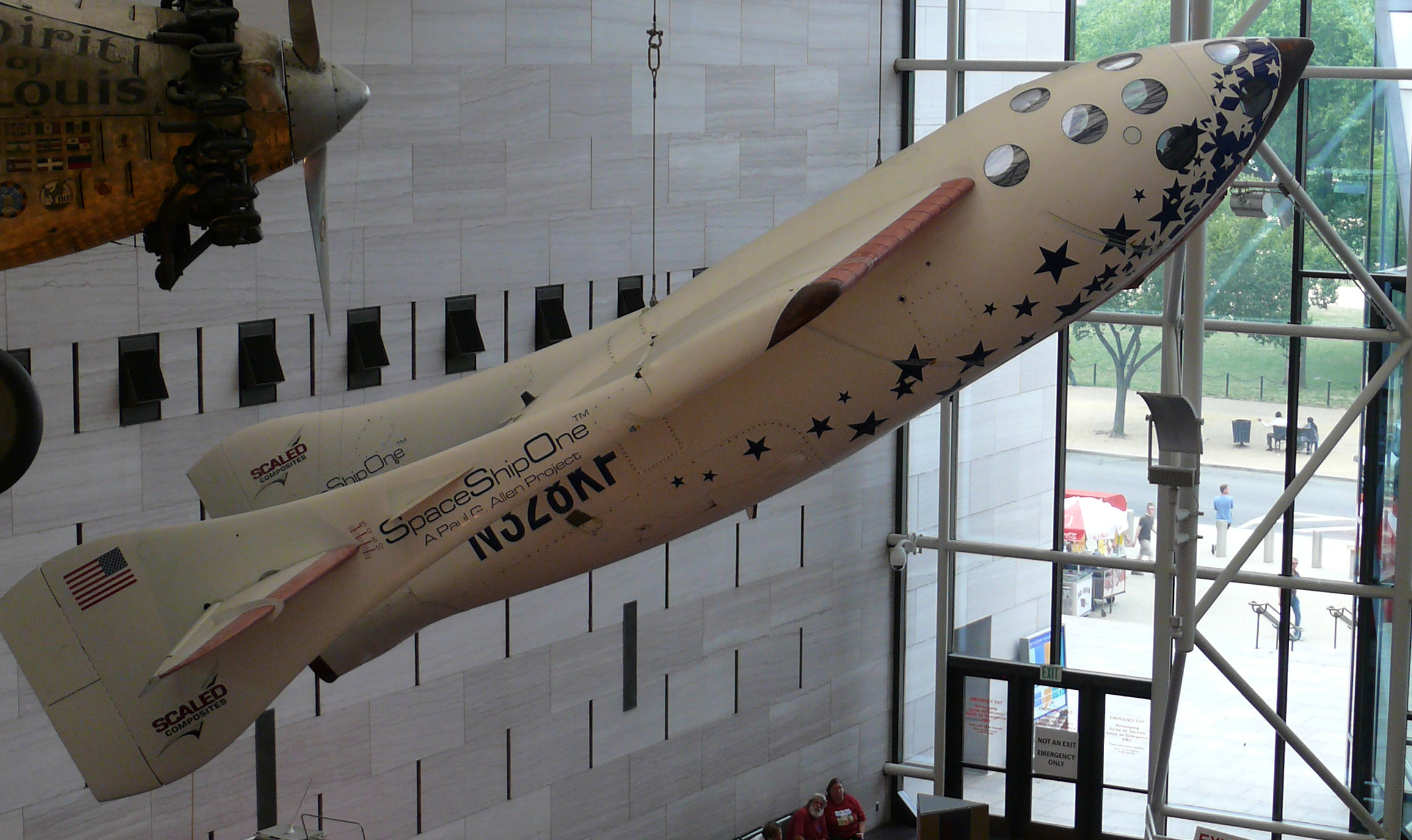
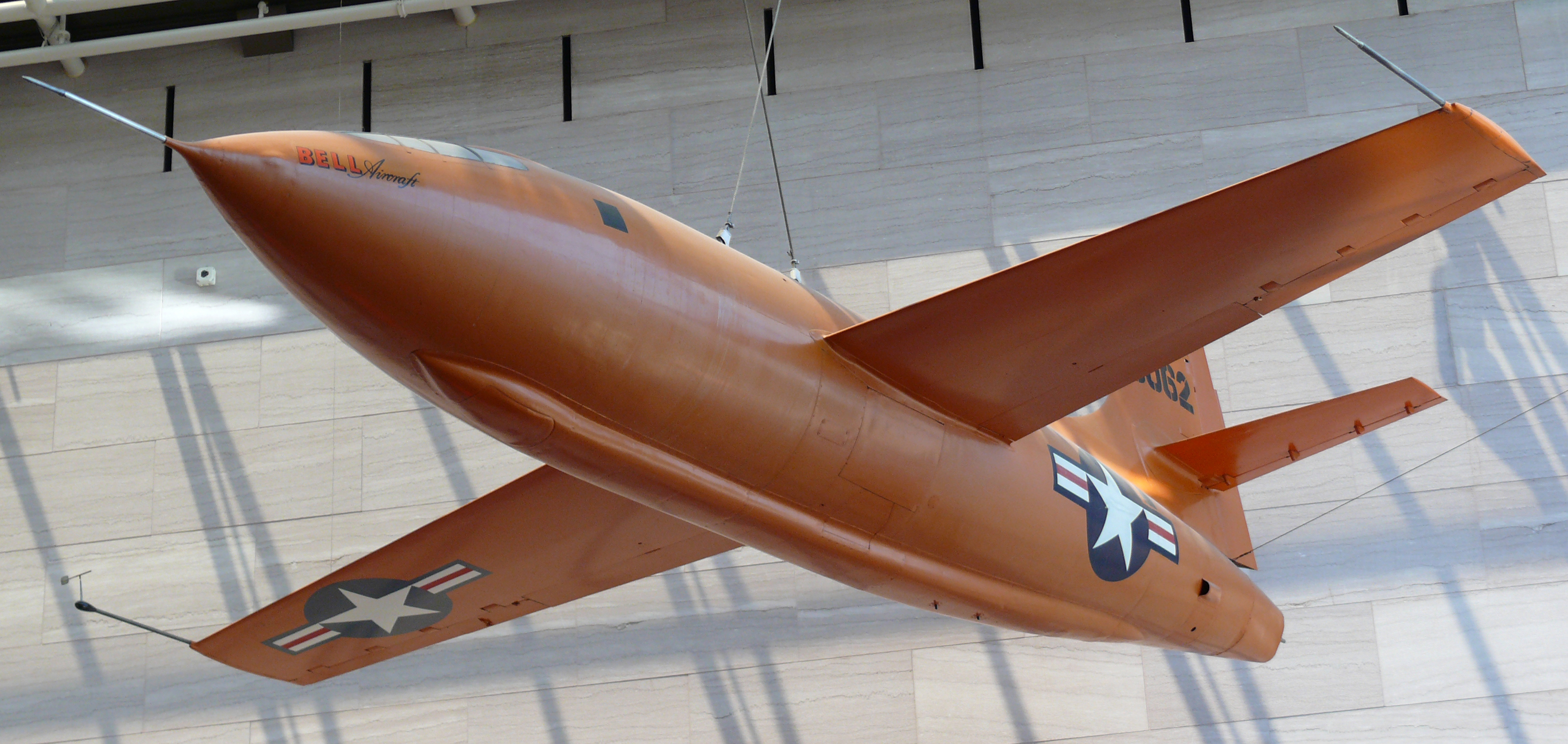
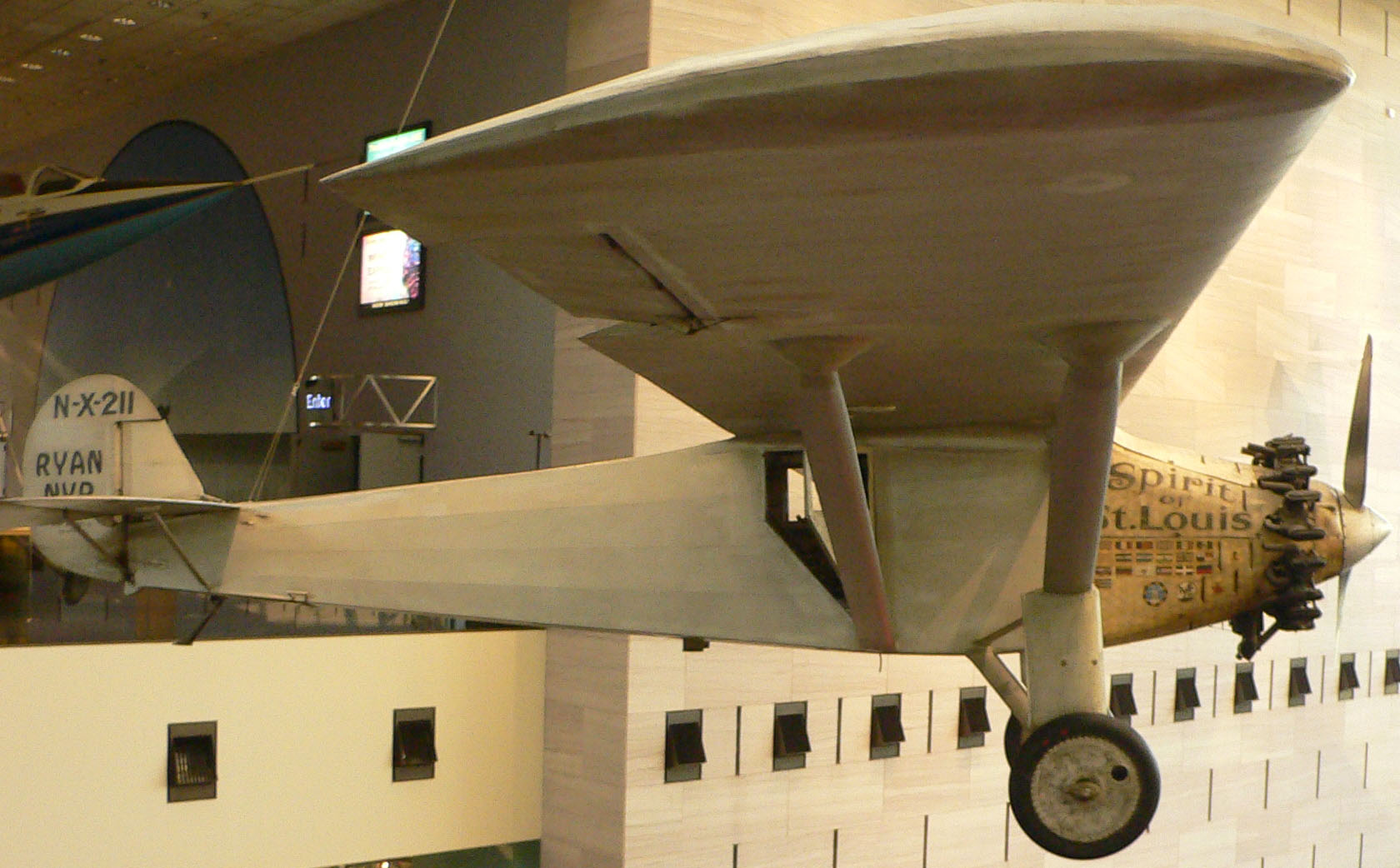
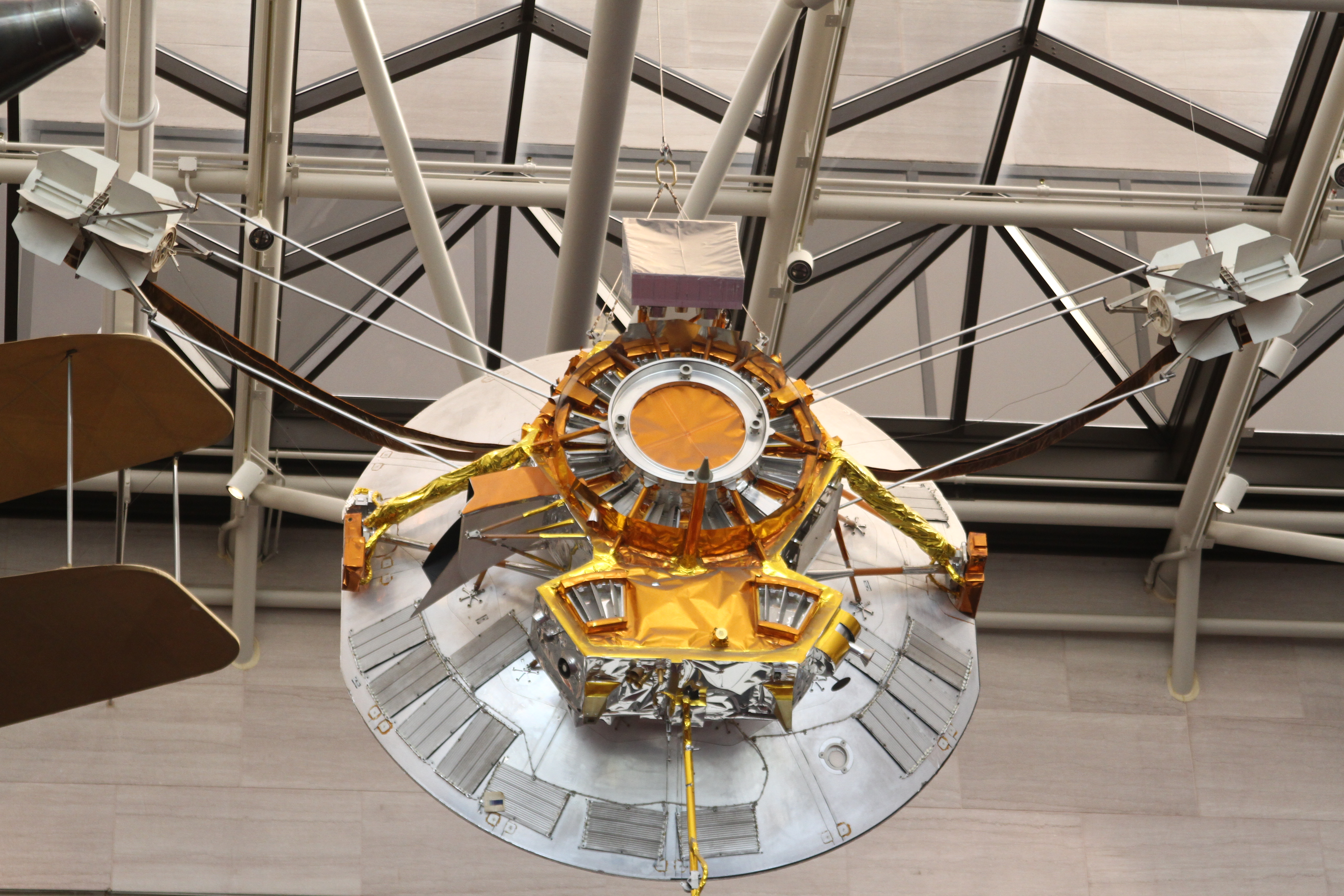
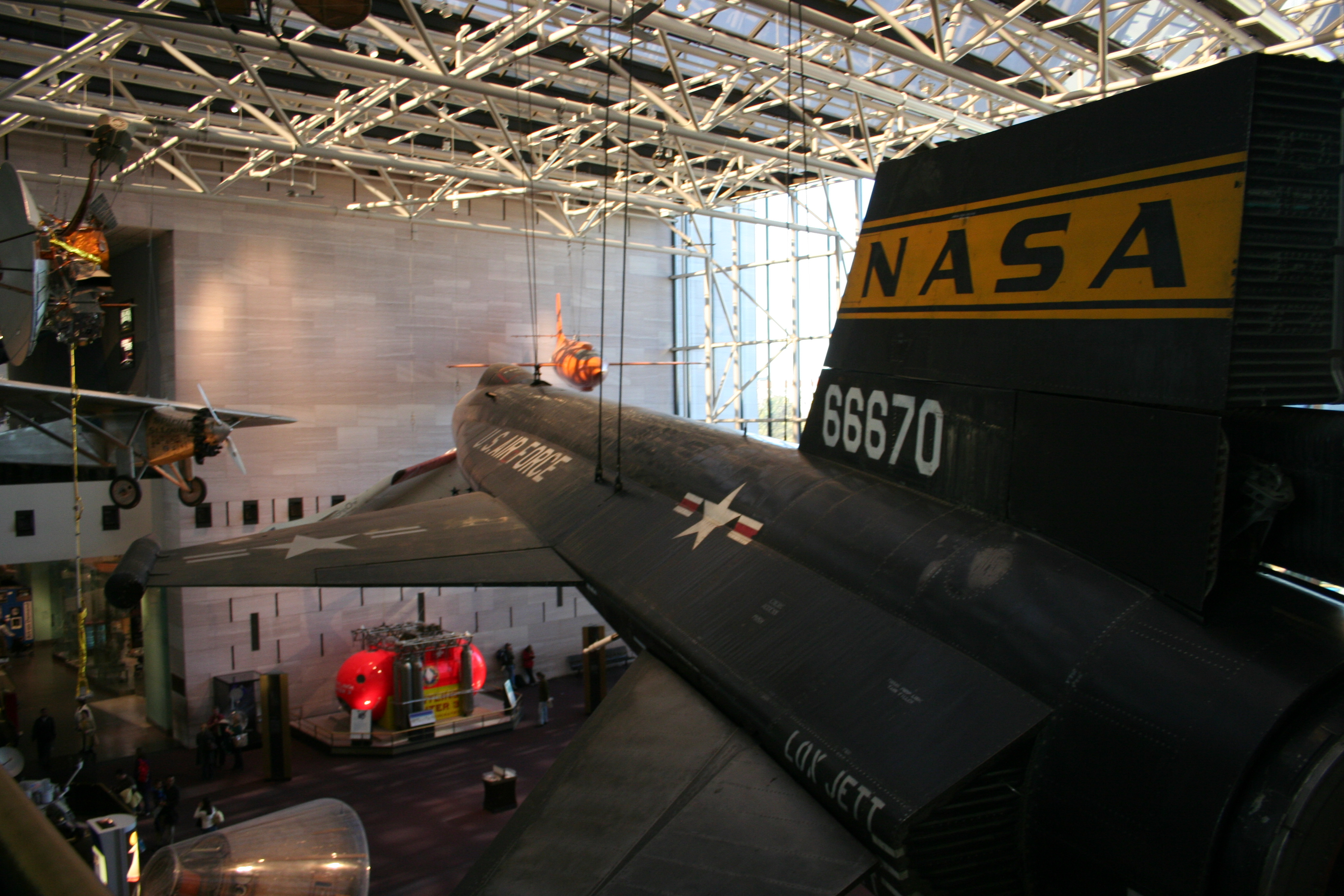
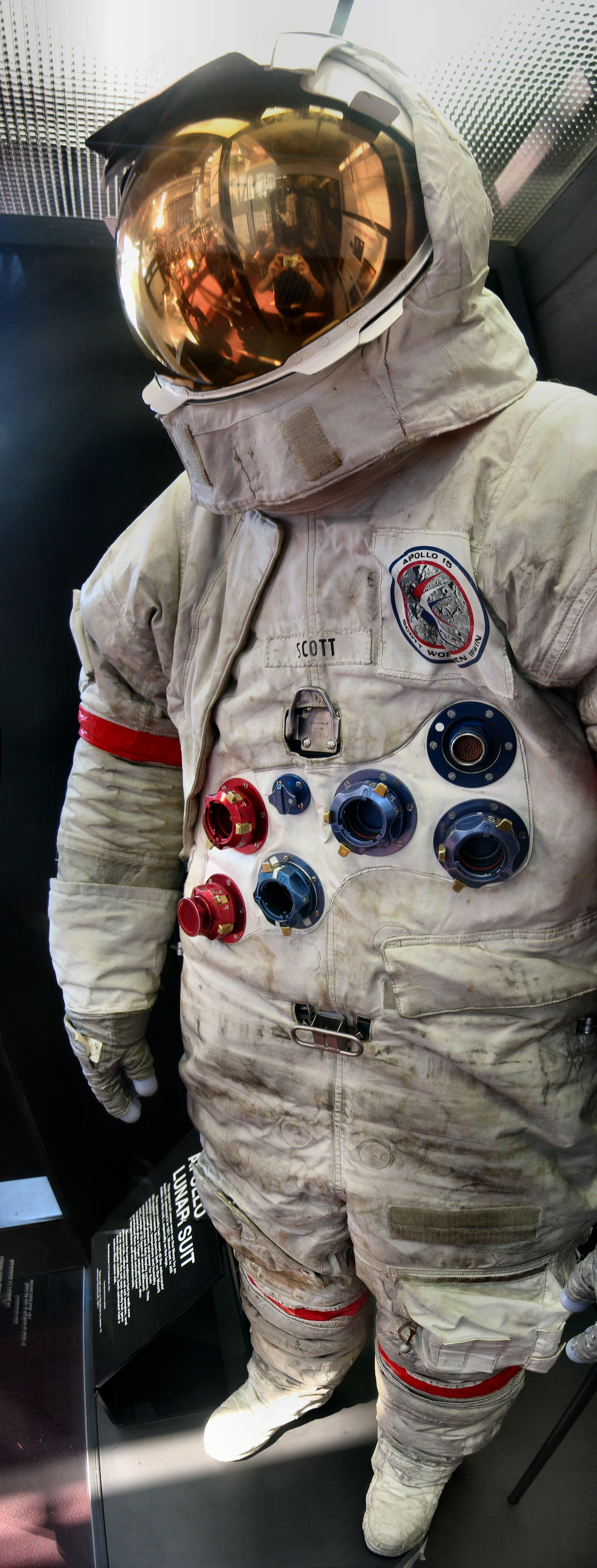
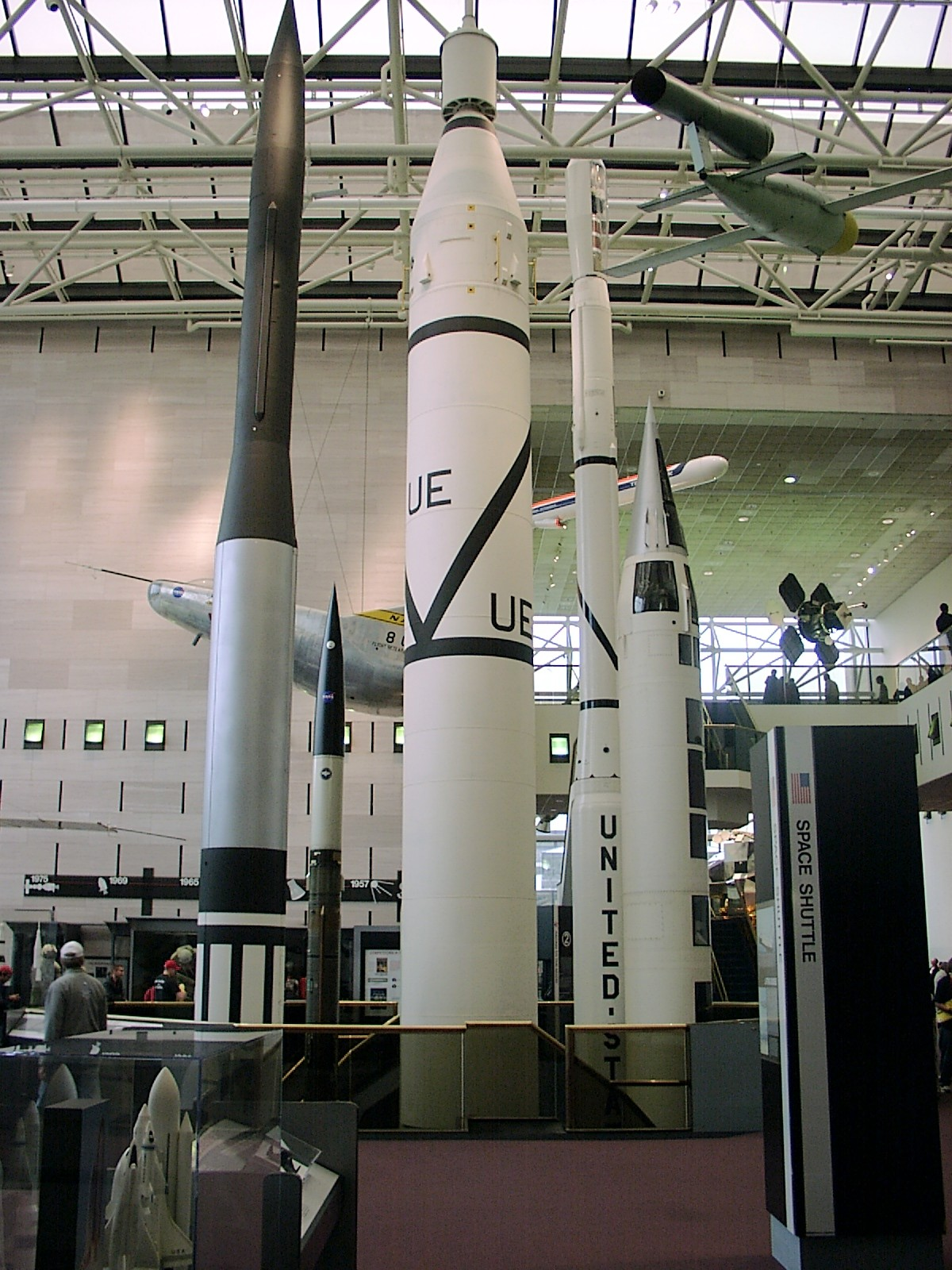
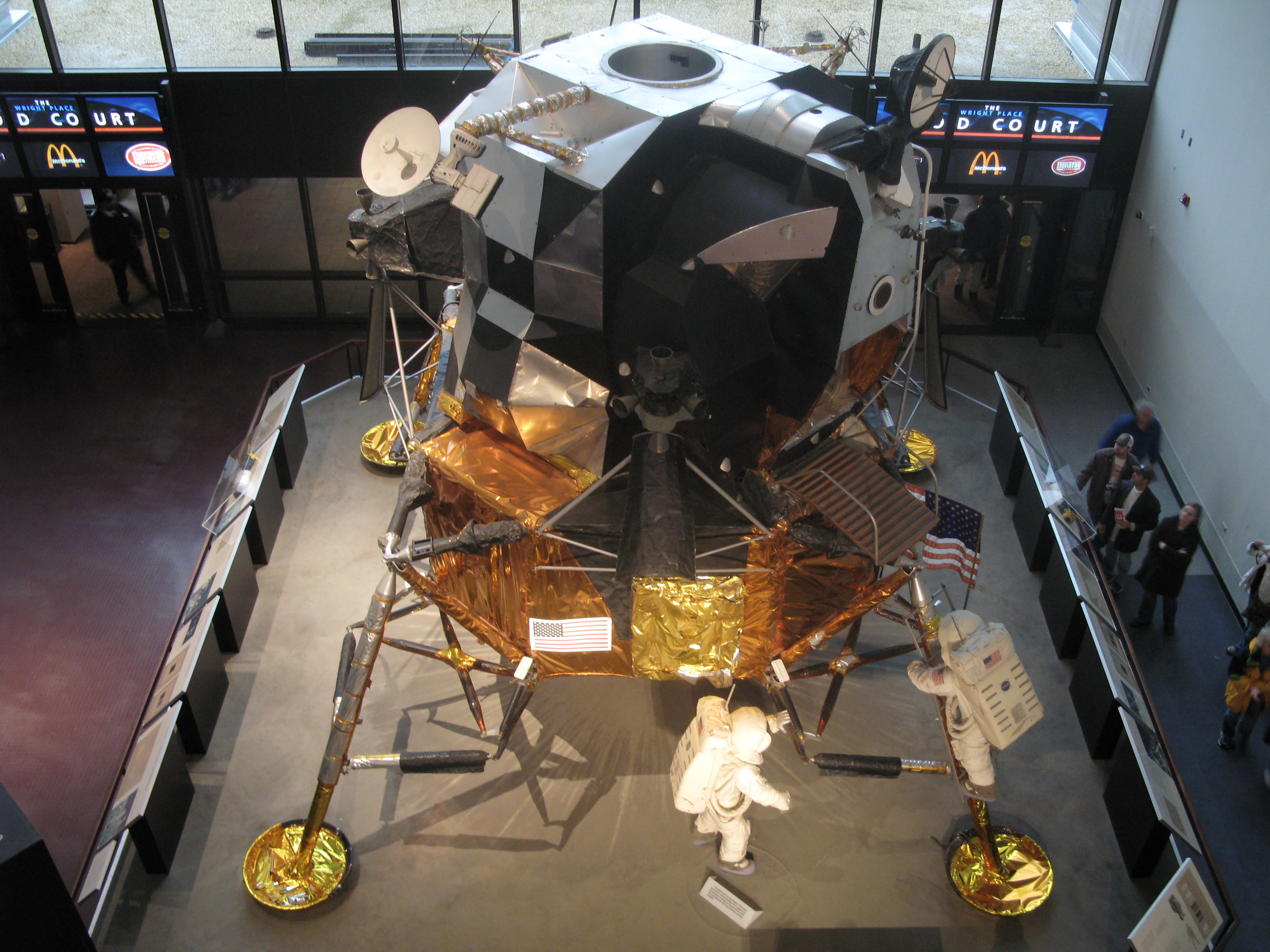
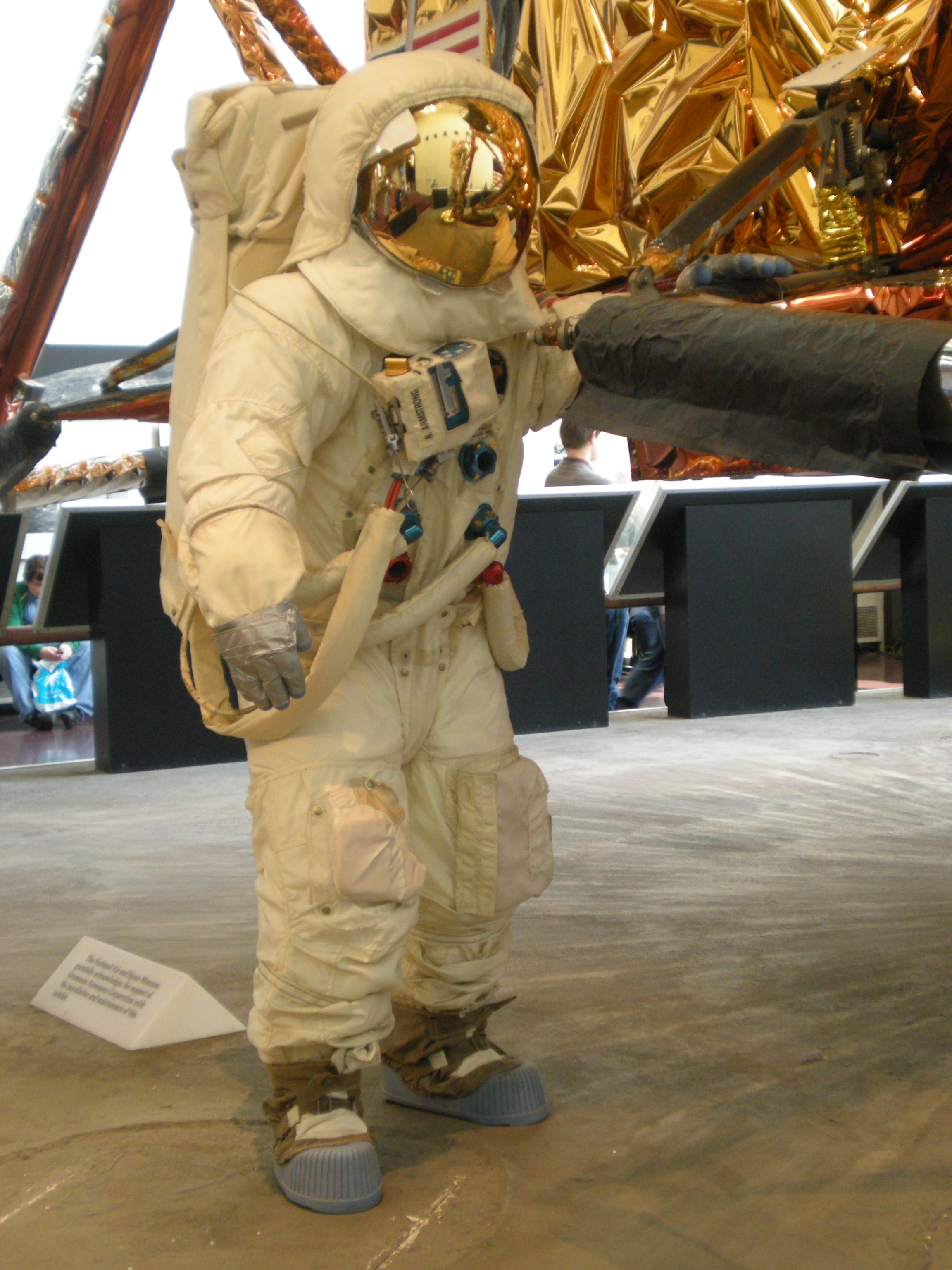
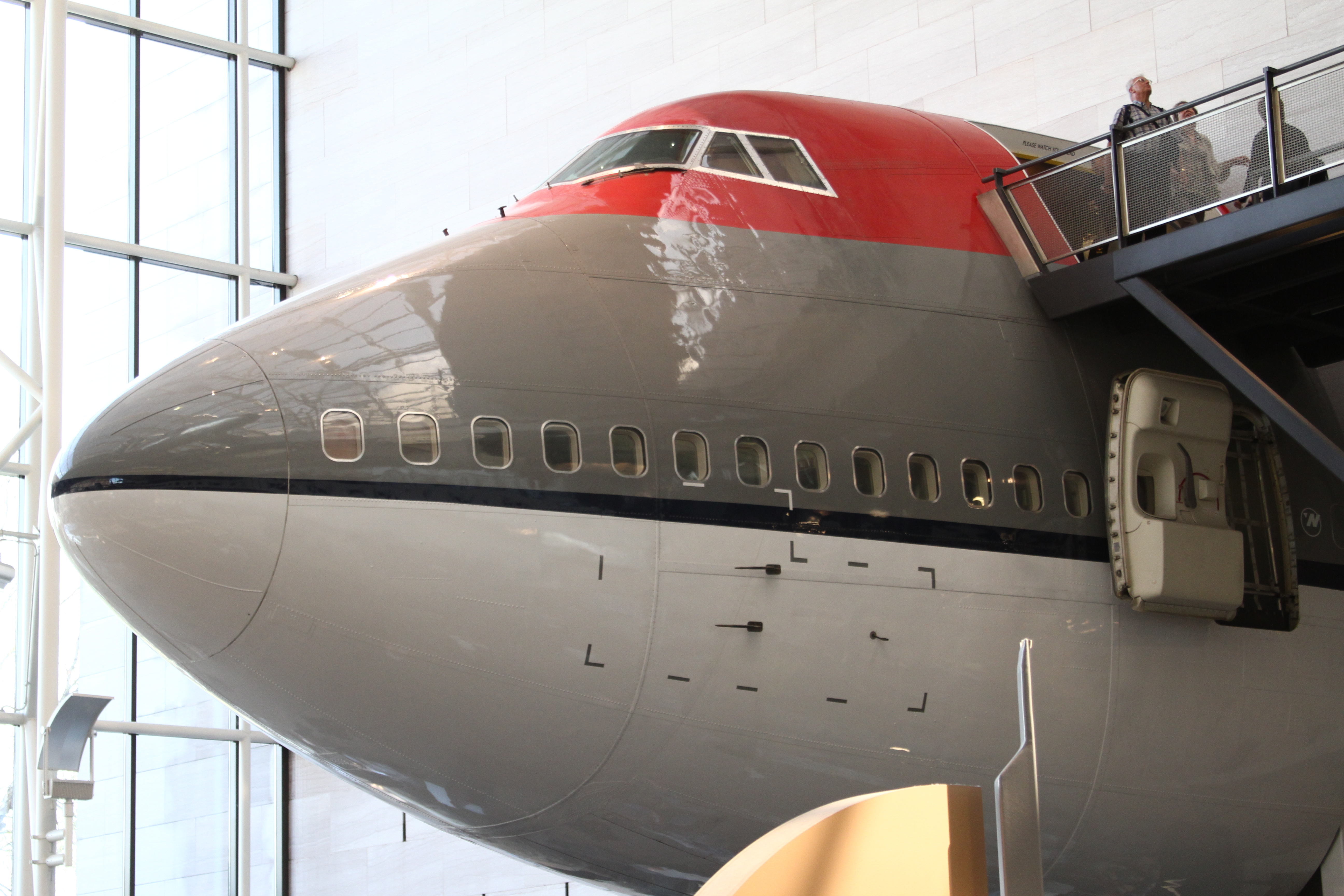
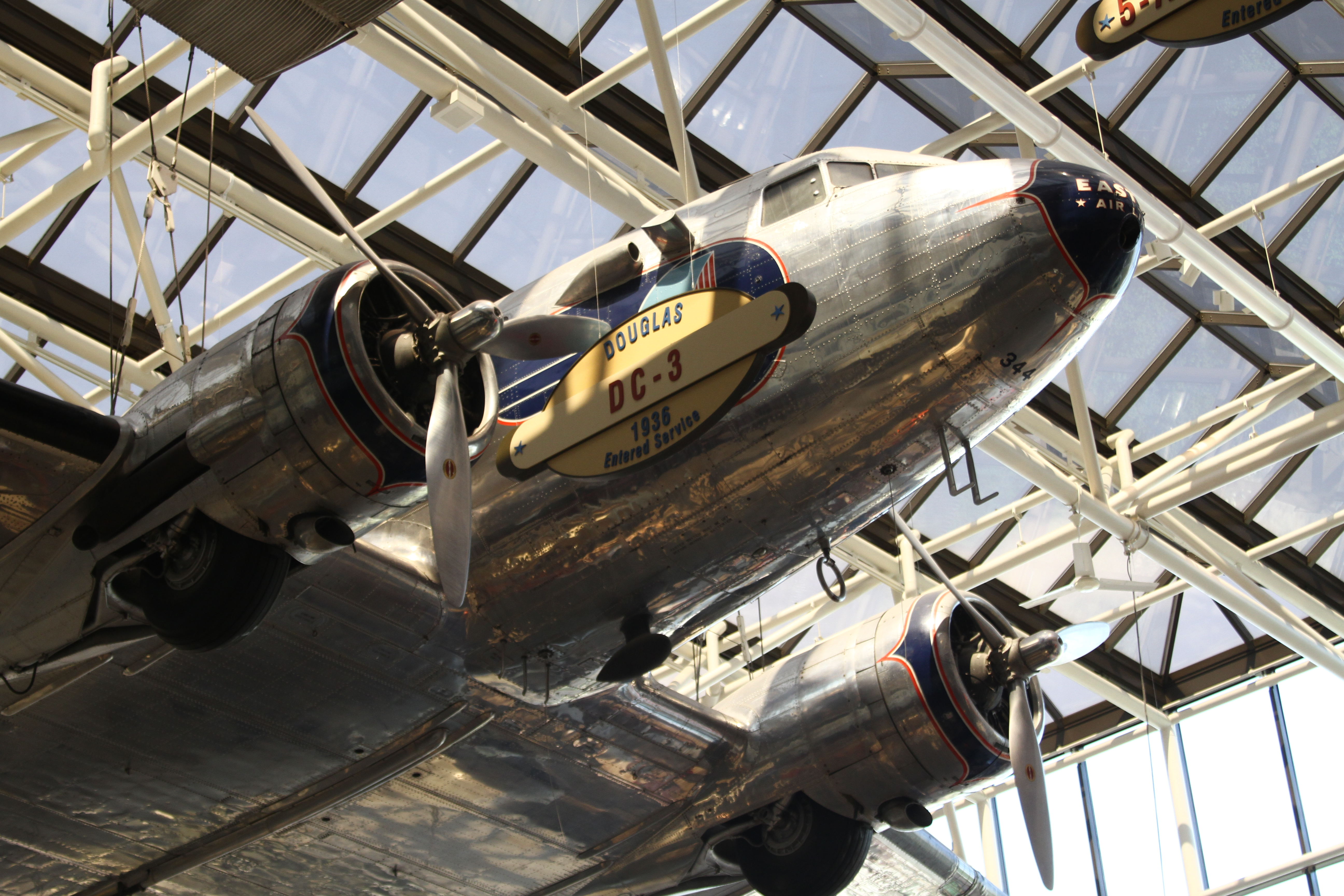
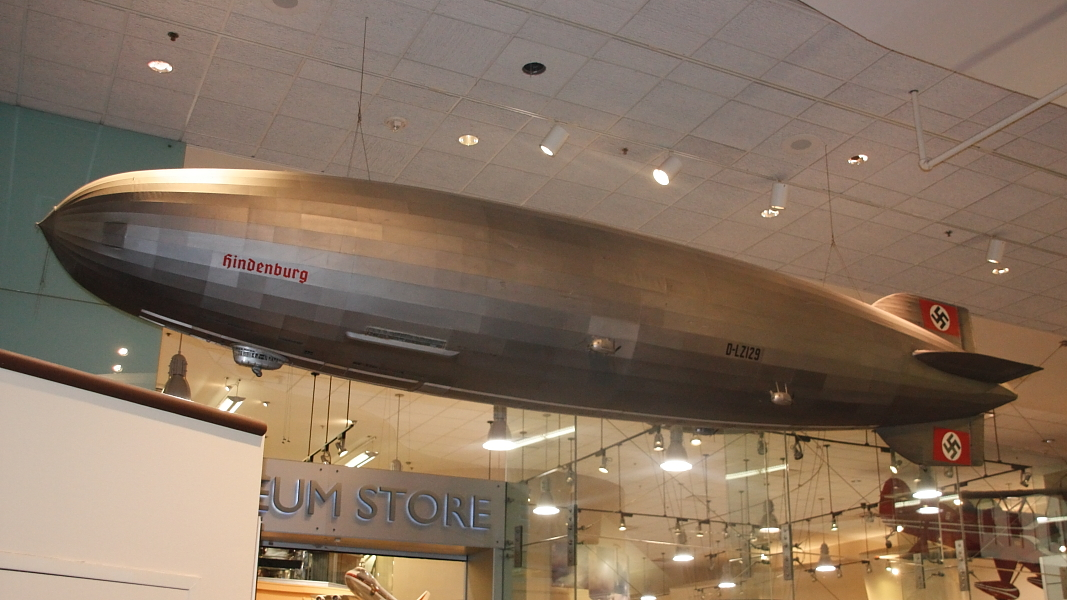